# Albrecht von Preußen (1809–1872)

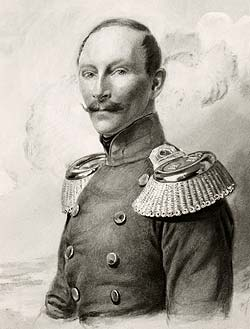
Prinz Albrecht von Preußen als General der Kavallerie (um 1860)

Friedrich Heinrich Albrecht Prinz von Preußen (* 4. Oktober 1809 in Königsberg; † 14. Oktober 1872 in Berlin) war Mitglied des Hauses Hohenzollern. Als preußischer Kavallerieoffizier stieg er bis zum Generaloberst auf. Er war der jüngste Bruder von König Friedrich Wilhelm IV. von Preußen, Kaiser Wilhelm I., der russischen Zarin Alexandra Fjodorowna und der Großherzogin Alexandrine zu Mecklenburg-Schwerin. Nach Scheidung von seiner ersten Ehefrau Marianne von Oranien-Nassau und der morganatischen Heirat mit seiner zweiten Ehefrau Rosalie Gräfin von Hohenau, geborene von Rauch, musste er Preußen verlassen und seinen Wohnsitz von Berlin nach Dresden verlegen. Zu diesem Zweck ließ er dort das Schloss Albrechtsberg errichten.

## Leben

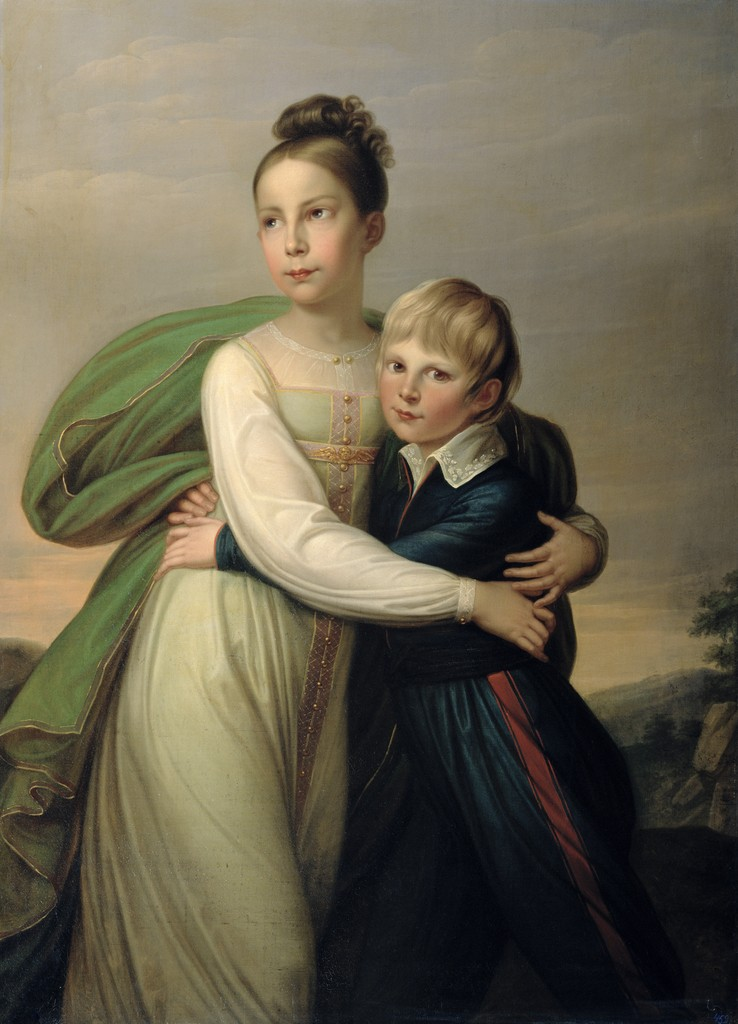
Prinz Albrecht und seine Schwester Prinzessin Luise (Gemälde von Gerhard von Kügelgen)

### Eltern und Geschwister
Albrecht wurde als fünfter Sohn und letztes von zehn Kindern von König Friedrich Wilhelm III. und der Königin Luise in Königsberg geboren, ihrer Residenz während der französischen Besetzung Berlins. Er war der Bruder der preußischen Könige Friedrich Wilhelm IV. und Wilhelm I., der ab 1871 auch Deutscher Kaiser war. Seine Mutter starb, als er noch nicht einmal ein Jahr alt war. Mit seinen Geschwistern kam Albrecht in die Obhut der Prinzessin Marianne von Preußen, der Ehefrau seines Onkels Prinz Wilhelm von Preußen.

### Militärkarriere
Prinz Albrecht trat mit zehn Jahren, wie alle preußischen Prinzen, 1819 als Sekondeleutnant in das 1. Garde-Regiment zu Fuß der Preußischen Armee ein.
1828 wurde er zum Major befördert. 1829 schied er aus dem 1. Garde-Regiment aus und wurde dem Regiment der Gardes du Corps in Potsdam bzw. Charlottenburg aggregiert; Chef dieses Regiments – wie auch des 1. Garde-Regiments – war der preußische König. 1831 erhielt Albrecht seine Beförderung zum Oberst. Generalmajor wurde er 1833 und im selben Jahr Kommandeur der preußischen 6. Kavallerie-Brigade mit Standort Torgau. 1836 übernahm Albrecht von Preußen die in Potsdam stationierte 2. Garde-Kavallerie-Brigade. Von 1840 bis 1844 kommandierte er auf der nächsthöheren Führungsebene die 5. Division in Berlin, ab 1842 im Rang eines Generalleutnants. 1852 stieg Prinz Albrecht zum General der Kavallerie auf. Vorübergehend übernahm er 1859 das Kommando über die preußische 6. Division. 1865 wurde er zum Inspekteur der dritten Armeeabteilung ernannt. Im Krieg gegen Österreich 1866 befehligte er das Kavalleriekorps der 1. Armee und wohnte den Schlachten bei Münchengrätz, Gitschin und Königgrätz bei.
Bei Beginn des Kriegs gegen Frankreich 1870 erhielt er das Kommando über die der 3. Armee zugeteilte 4. Kavallerie-Division und nahm aktiv an der Spitze derselben Anteil am Zug der 3. Armee von Weißenburg über Wörth und Sedan nach Paris teil. Anfang Oktober wurde er beauftragt, zur Beobachtung der französischen Loirearmee im Rahmen der Armeeabteilung des Generals von der Tann vorzugehen, seine Kavallerie deckte die Bayern im Gefecht bei Artenay und beim Vorgehen in Richtung auf Orléans.
In der Schlacht bei Loigny und Poupry und bei Beaugency beteiligte sich seine Division Anfang Dezember erfolgreich an den Operationen des Großherzogs von Mecklenburg Friedrich Franz II. und des Prinzen Friedrich Karl Nikolaus von Preußen bis zur Beendigung des Loirefeldzugs. Albrecht wurde am 31. Dezember 1870 mit dem Orden Pour le Mérite ausgezeichnet.
Nach Beendigung des Kriegs wurde Albrecht zum Generaloberst ernannt.

### Abgeordneter
Von 1867 bis 1871 war er als Abgeordneter des Reichstagswahlkreises Regierungsbezirk Gumbinnen 3 Mitglied des Reichstags des Norddeutschen Bundes. Im Parlament schloss er sich keiner Fraktion an und war ein unabhängiger Konservativer.

### Reisen
Albrecht von Preußen unternahm – teilweise in Abstimmung mit seinem Bruder König Friedrich Wilhelm IV. – mehrmonatige Reisen. So besuchte 1843 den Orient und das Heilige Land; dabei schloss er sich in Ägypten zeitweise der Forschungsexpedition von Richard Lepsius an. 1858 bereiste Albrecht die Krim, 1862 den Kaukasus.

### Ehen

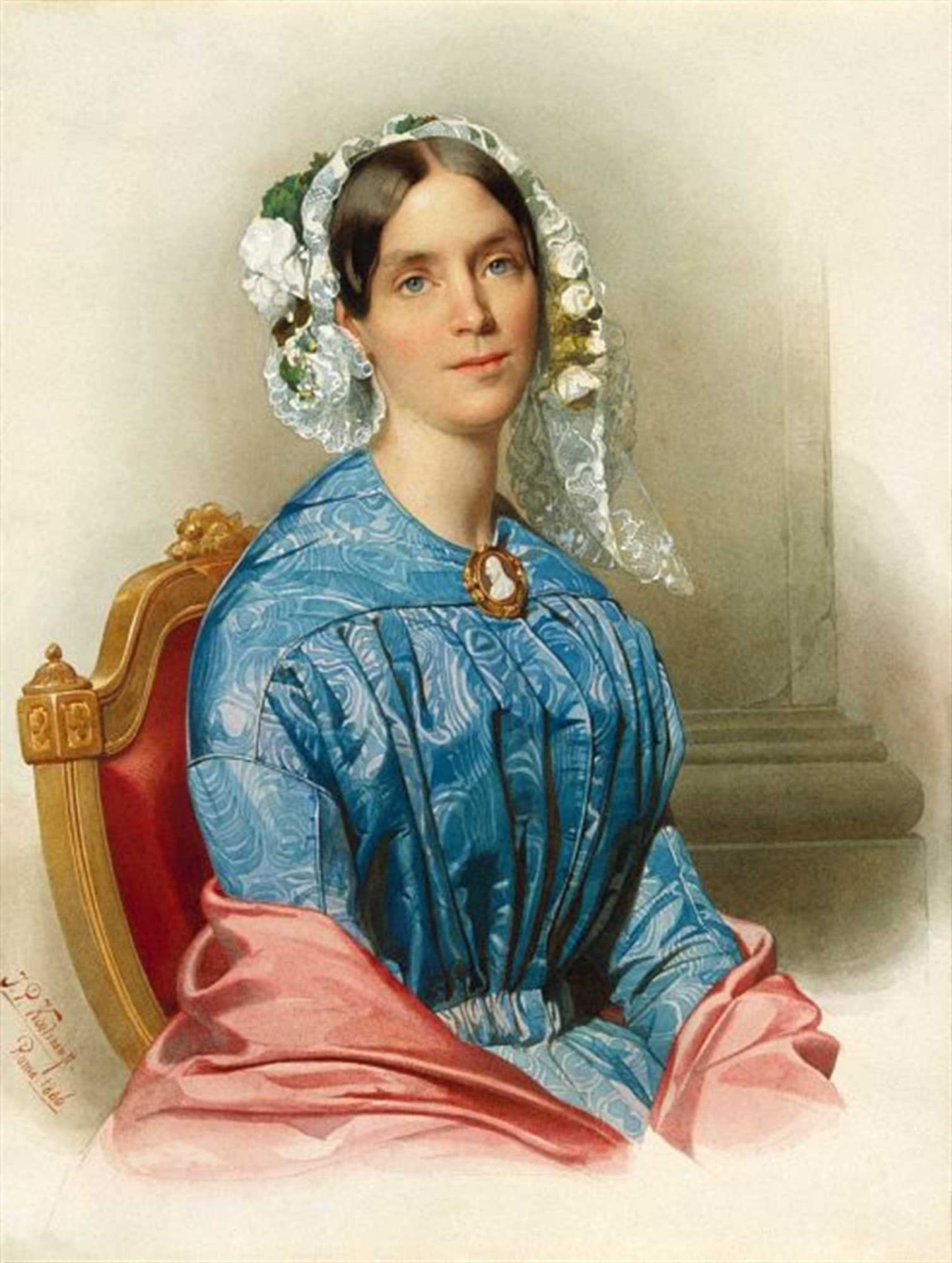
Prinzessin Marianne von Oranien-Nassau, erste Ehefrau Prinz Albrechts (Pastell von Philip Koelman, 1846)

Vom 14. September 1830 bis 28. März 1849 war Albrecht von Preußen mit Marianne Prinzessin von Oranien-Nassau (1810–1883) verheiratet, der jüngsten Tochter von König Wilhelm I. der Niederlande und dessen Ehefrau Wilhelmine Prinzessin von Preußen. Die Ehe ging auseinander, als er 1845 eine außereheliche Liebesbeziehung mit Rosalie von Rauch (1820–1879) einging, der Tochter des preußischen Kriegsministers Gustav von Rauch und Hofdame seiner Ehefrau.
Prinz Albrecht heiratete Rosalie von Rauch 1853 morganatisch. Der niederländische und der preußische Hof hatten zuvor der Scheidung Albrechts und Mariannes erst zugestimmt, als Marianne von ihrem Kutscher und späteren Kabinettssekretär Johannes van Rossum, mit dem sie 1848 eine Liebesbeziehung eingegangen war, ein Kind erwartete. Albrecht war schon wegen seiner Scheidung von Marianne mit König Friedrich Wilhelm IV., seinem ältesten Bruder, in heftigen Widerspruch geraten. Ebenfalls vehement lehnte der preußische König die nicht standesgemäße Verbindung zwischen Albrecht und Rosalie von Rauch ab. Auch dessen Ehefrau, Königin Elisabeth von Preußen, Albrechts Schwägerin, und Großherzogin Alexandrine von Mecklenburg-Schwerin, Schwester des Königs und des Prinzen, teilten diese Haltung, ebenso sein älterer Bruder, Prinz Carl von Preußen.
Die nicht standesgemäße Hochzeit von Albrecht und Rosalie musste deshalb außerhalb Preußens stattfinden. Gewählt wurde das Herzogtum Sachsen-Meiningen, denn Albrechts älteste Tochter Charlotte aus der Ehe mit Marianne von Oranien-Nassau war mit dem Erbprinzen Georg von Sachsen-Meiningen verheiratet. Die Trauung erfolgte nach strengen Vorgaben aus Berlin ohne jedes Aufsehen im kleinsten Kreis am 13. Juni 1853, einem werktäglichen Montag, in der Dorfkirche von Schweina, wo die sachsen-meiningischen Herzöge mit Burg Altenstein ihre Sommerresidenz unterhielten. Zeitungen war jegliche Berichterstattung untersagt.
Rosalie von Rauch war kurz vor der Eheschließung durch den Herzog von Sachsen-Meiningen zur Gräfin von Hohenau erhoben worden. Ihr neu geschaffener Familienname wirkte wie eine Anspielung auf den Namen Hohenzollern. Die beiden Söhne von Prinz Albrecht und der Gräfin Hohenau waren von der Zugehörigkeit zum preußischen Königshaus ausgeschlossen und hatten den Familiennamen ihrer Mutter zu tragen.

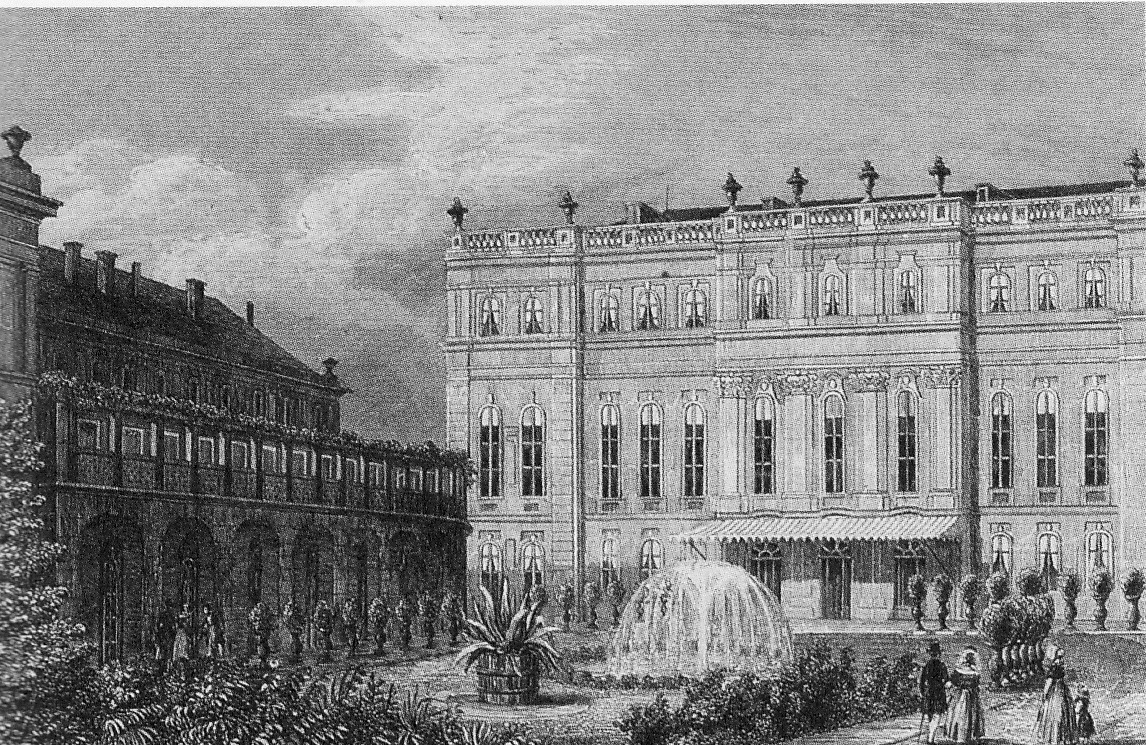
Prinz-Albrecht-Palais in Berlin (um 1837)

### Prinz-Albrecht-Palais in Berlin und Schloss Albrechtsberg in Dresden
Nach seiner Eheschließung mit Prinzessin Marianne von Oranien-Nassau 1830 hatte Prinz Albrecht in der Berliner Wilhelmstraße das dann nach ihm benannte Prinz-Albrecht-Palais erworben und von Karl Friedrich Schinkel umgestalten lassen, um es dann mit seiner ersten Ehefrau zu beziehen. Ab 1860 ließ es Albrecht von Schinkels Schüler Adolf Lohse nochmals umbauen.

Aufgrund seiner Scheidung von Marianne von Oranien-Nassau und seiner nicht standesgemäßen zweiten Ehe mit Rosalie Gräfin von Hohenau war Albrecht am preußischen Hof unerwünscht. Daher ließ er sich von 1850 bis 1854 am Loschwitzhang bei Dresden durch den Schinkelschüler Adolf Lohse das prachtvolle Schloss Albrechtsberg als für das Mitglied einer königlichen Familie standesgemäße Residenz erbauen. Er lebte dort mit Rosalie. Die beiden gemeinsame Söhne wurden in Schloss Albrechtsberg geboren und wuchsen dort auf.

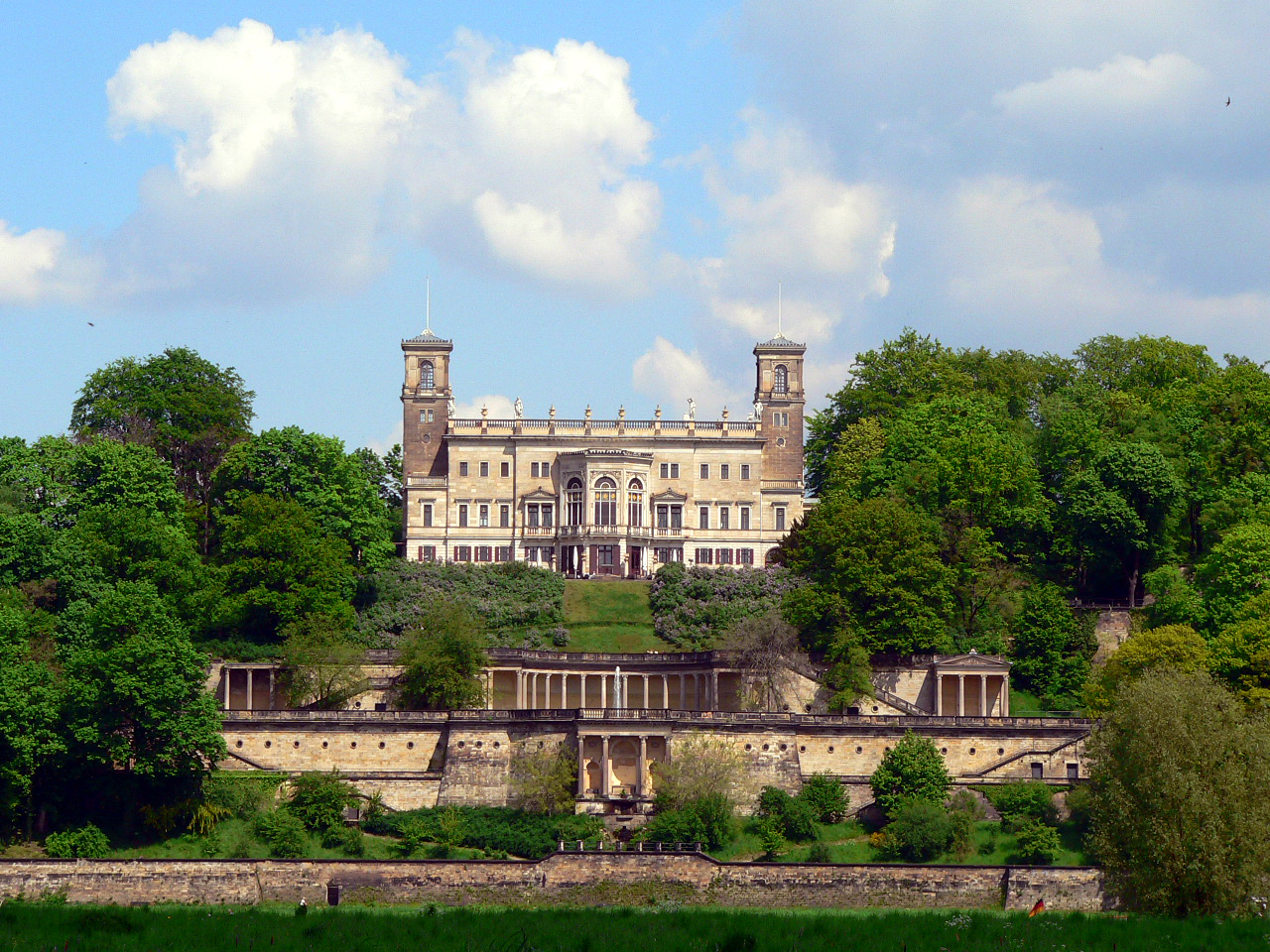
Schloss Albrechtsberg bei Dresden

Im Innern von Albrechtsberg ließ Albrecht durch Landschaftsmalereien auf den Emporen seine Lieblingsreiseziele festhalten: Kairo, Konstantinopel, Meran und Neapel. Das Türkische Bad erinnert an seine Orientreise von 1843.

### Grab im Charlottenburger Mausoleum
Prinz Albrecht starb am 14. Oktober 1872. Seine Beisetzung erfolgte im königlichen Mausoleum in einem Zinnsarg in der Gruft unter dem Vorraum im Park von Schloss Charlottenburg.
Seine erste Ehefrau, Prinzessin Marianne, wurde 1883 neben ihrem späteren Lebensgefährten Johannes van Rossum auf dem Friedhof von Erbach (Rheingau) bestattet, seine zweite Frau, Rosalie Gräfin von Hohenau, 1879 im Mausoleum des Parks von Schloss Albrechtsberg in Dresden. Mit Öffnung des Parks für die Öffentlichkeit wurden 1950 die sterblichen Überreste der Gräfin Hohenau und ihrer Nachkommen in eine Gruft auf dem Dresdner Waldfriedhof Weißer Hirsch umgebettet. Das Hohenausche Familiengrab wurde 1968 aufgelöst.

## Ehrungen

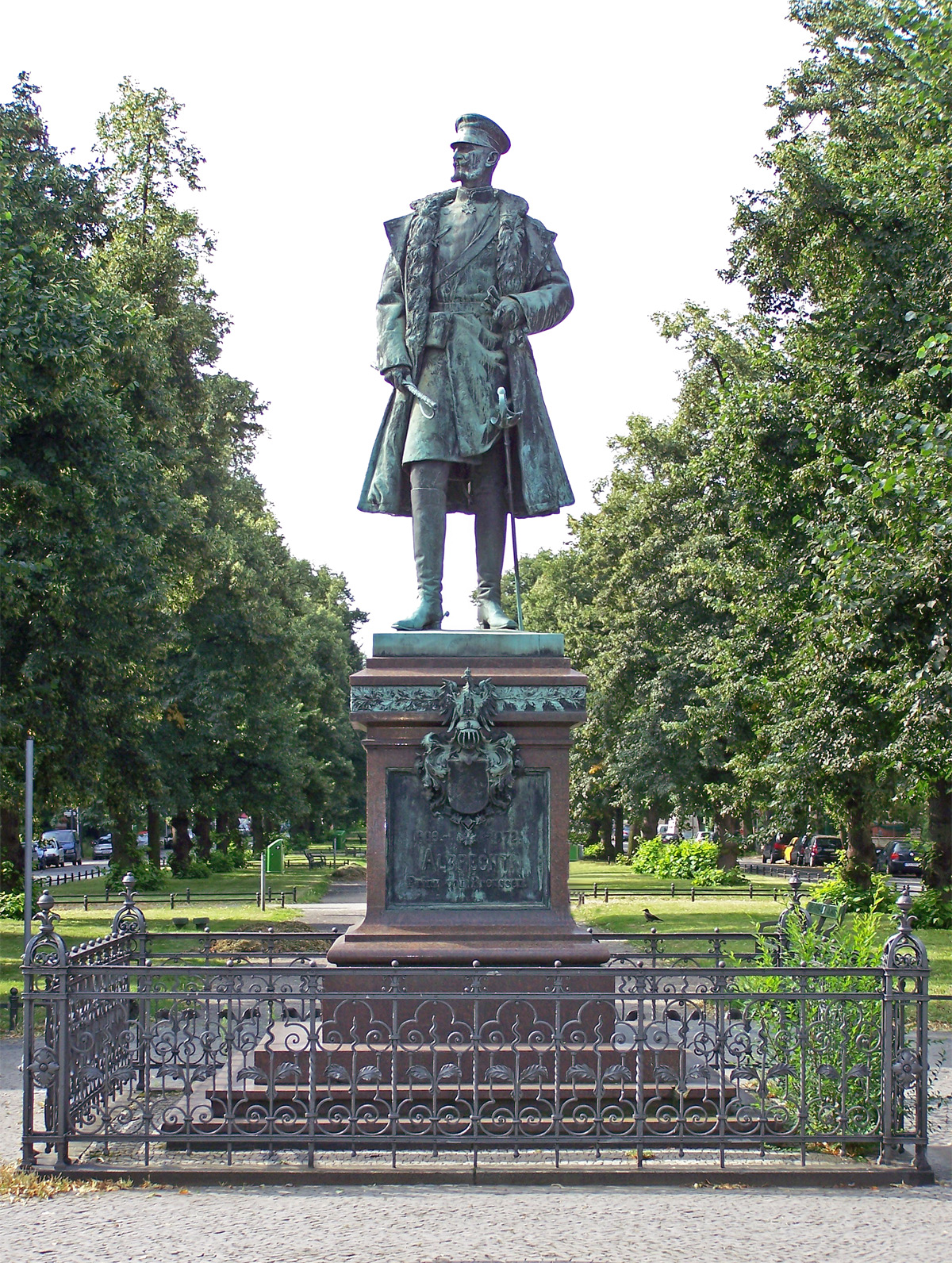
Prinz-Albrecht-Denkmal von Eugen Boermel und Conrad Freyberg in der Charlottenburger Schloßstraße (1901)

- Die 1842 errichtete Wandelhalle in Bad Landeck in Schlesien wurde im zu Ehren „Albrechtshalle“ genannt. Nach einer zwischenzeitlichen Umbenennung trägt das Gebäude heute wieder diesen Namen und wird als Café genutzt.
- Eine 1865 von dem Kamenzer Hofgärtner C. Braun entdeckte Apfelsorte wurde seinem Sohn zu Ehren „Prinz Albrecht von Preußen“ benannt.[10]
- Ein Denkmal für den Prinz Albrecht wurde vom Bildhauer Eugen Boermel und dem Maler Conrad Freyberg entworfen und am 14. Oktober 1901 auf der Mittelpromenade am nördlichen Ende der Schloßstraße in Charlottenburg in Anwesenheit von Kaiser Wilhelm II. feierlich enthüllt, siehe Prinz-Albrecht-Denkmal. Der Denkmalstandort wurde auf Grund des unmittelbar räumlichen Bezugs zu den damaligen Offizierskasernen des Regiments der Gardes du Corps ausgewählt, dem Prinz Albrecht jahrzehntelang eng verbunden war. Die sog. Stüler-Bauten sind heute Sitz der Sammlung Scharf-Gerstenberg und des Museums Berggruen.
- Die Berliner Albrechtstraße nahe dem Bahnhof Friedrichstraße trägt seinen Namen.
- In der preußischen Armee war Prinz Albrecht ehrenhalber Chef des Infanterie-Regiment „Markgraf Karl“ (7. Brandenburgisches) Nr. 60, des nach ihm benannten Dragoner-Regiments „Prinz Albrecht von Preußen“ (Litthauisches) Nr. 1 und der 1. Kompanie des Königsberger 1. Bataillons des Garde-Landwehr-Regiments Nr. 1.[11] Außerdem stand er seit 1861 à la suite des preußischen Regiments der Gardes du Corps.
- Der Berliner Augenarzt und Ophthalmologe Albrecht von Graefe (1828–1870) wurde nach Prinz Albrecht von Preußen benannt. Prinz Albrecht war Pate Graefes.[12]
- Göttingen hatte um 1920 eine Prinz-Albrecht-Straße. Sie heißt heute Keplerstraße.[13]

## Familie
Kinder aus erster Ehe (1830–1849) mit Marianne Prinzessin von Oranien-Nassau (1810–1883):
- Charlotte (1831–1855)

⚭ 1850 Herzog Georg II. von Sachsen-Meiningen (1826–1914)
- Namenloser Prinz (*/† 4. Dezember 1832)[14]

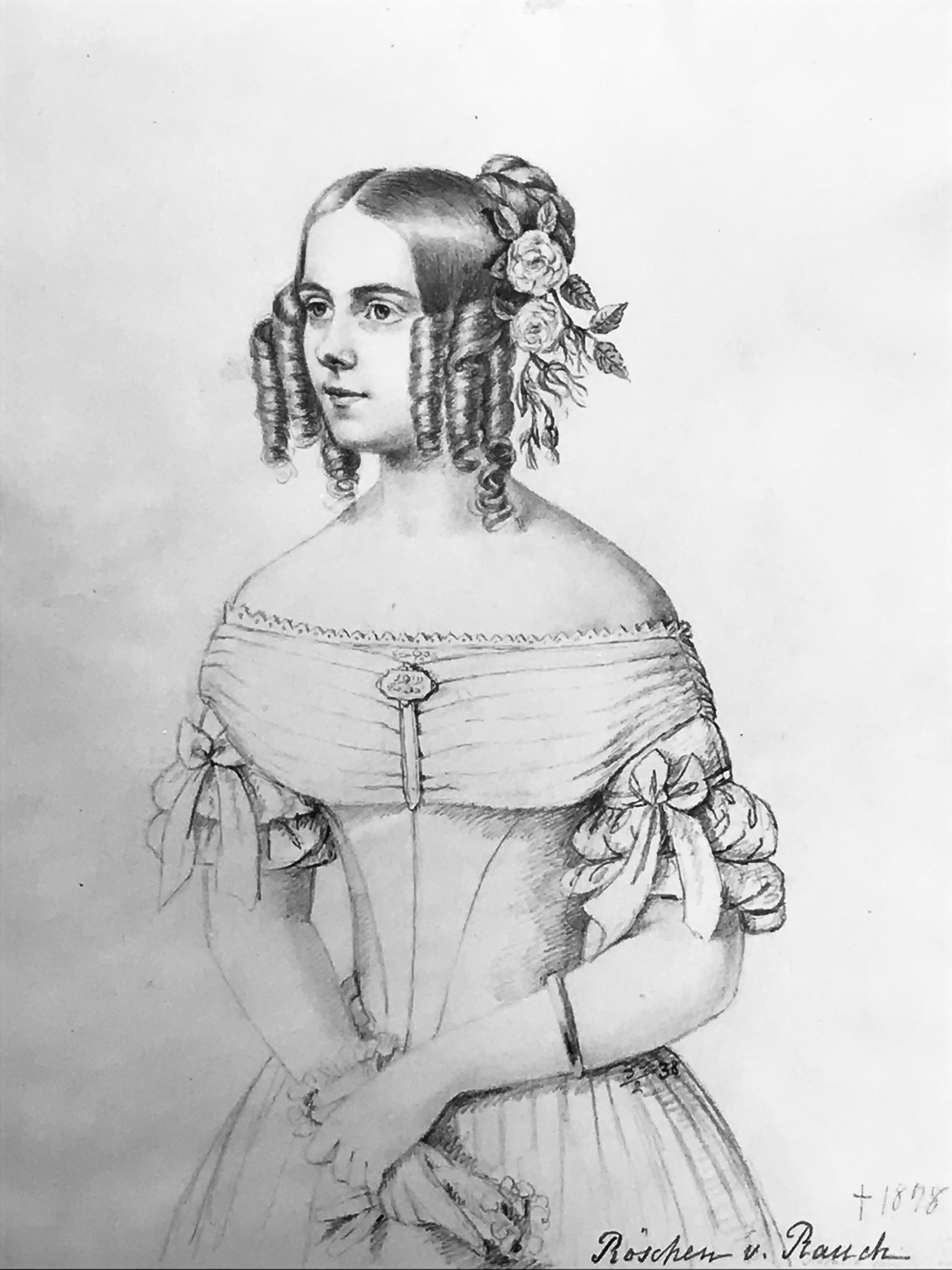
Rosalie Gräfin von Hohenau, geborene von Rauch – zweite, morganatische Ehefrau Prinz Albrechts – Bleistiftzeichnung auf Papier von Ottilie von Graefe, 1838

- Albrecht (1837–1906), preußischer Generalfeldmarschall, Regent des Herzogtums Braunschweig, Herrenmeister des Johanniterordens

⚭ 1873 Prinzessin Marie von Sachsen-Altenburg (1854–1898), Tochter des Herzogs Ernst I. von Sachsen-Altenburg und dessen Ehefrau Prinzessin Agnes von Anhalt-Dessau
- Elisabeth (*/† 1840)
- Alexandrine (1842–1906)

⚭ 1865 Herzog Wilhelm zu Mecklenburg (1827–1879), preußischer General der Kavallerie
Söhne aus zweiter, morganatischer Ehe mit Rosalie von Rauch (1820–1879), Gräfin von Hohenau:
- Wilhelm Graf von Hohenau (1854–1930), preußischer Generalleutnant und diensttuender Generaladjutant im militärischen Gefolge Kaiser Wilhelms II.
⚭ 1. 1878 Laura Freiin Saurma von und zu der Jeltsch (1857–1884), Tochter des Reichstagsabgeordneten und Gutsbesitzers Arthur Graf von Saurma von und zur Jeltsch und dessen Ehefrau Laura geb. Gräfin Henckel Freiin von Donnersmarck
⚭ 2. 1887 Margarethe Prinzessin zu Hohenlohe-Öhringen (1865–1940), Tochter des Vizepräsidenten des Deutschen Reichstags, Generals der Infanterie, Präsidenten des Union-Klubs und Montanindustriellen Hugo Fürst zu Hohenlohe-Öhringen und dessen Ehefrau Pauline geb. Prinzessin zu Fürstenberg
- Friedrich Graf von Hohenau (1857–1914), preußischer Major a. D., preußischer Legationssekretär a. D.
⚭ 1881 Charlotte von der Decken (1863–1933), Tochter des mecklenburgisch-schlesischen Gutsbesitzers Julius von der Decken und dessen Ehefrau Hedwig, geborene von Kleist (aus dem gräflichen Haus Zützen)

## Abstammung
| Friedrich Wilhelm I. (König in Preußen) ⚭ Sophie Dorothea | Friedrich Wilhelm I. (König in Preußen) ⚭ Sophie Dorothea | Friedrich Wilhelm I. (König in Preußen) ⚭ Sophie Dorothea | Friedrich Wilhelm I. (König in Preußen) ⚭ Sophie Dorothea | Friedrich Wilhelm I. (König in Preußen) ⚭ Sophie Dorothea | Friedrich Wilhelm I. (König in Preußen) ⚭ Sophie Dorothea |  |  | Ferdinand Albrecht II. (Herzog von Braunschweig-Wolfenbüttel) ⚭ Antoinette Amalie | Ferdinand Albrecht II. (Herzog von Braunschweig-Wolfenbüttel) ⚭ Antoinette Amalie | Ferdinand Albrecht II. (Herzog von Braunschweig-Wolfenbüttel) ⚭ Antoinette Amalie | Ferdinand Albrecht II. (Herzog von Braunschweig-Wolfenbüttel) ⚭ Antoinette Amalie | Ferdinand Albrecht II. (Herzog von Braunschweig-Wolfenbüttel) ⚭ Antoinette Amalie | Ferdinand Albrecht II. (Herzog von Braunschweig-Wolfenbüttel) ⚭ Antoinette Amalie |  |  | Ludwig VIII. (Landgraf von Hessen-Darmstadt) ⚭ Charlotte | Ludwig VIII. (Landgraf von Hessen-Darmstadt) ⚭ Charlotte | Ludwig VIII. (Landgraf von Hessen-Darmstadt) ⚭ Charlotte | Ludwig VIII. (Landgraf von Hessen-Darmstadt) ⚭ Charlotte | Ludwig VIII. (Landgraf von Hessen-Darmstadt) ⚭ Charlotte | Ludwig VIII. (Landgraf von Hessen-Darmstadt) ⚭ Charlotte |  |  | Christian III. (Herzog von Pfalz-Zweibrücken) ⚭ Karoline | Christian III. (Herzog von Pfalz-Zweibrücken) ⚭ Karoline | Christian III. (Herzog von Pfalz-Zweibrücken) ⚭ Karoline | Christian III. (Herzog von Pfalz-Zweibrücken) ⚭ Karoline | Christian III. (Herzog von Pfalz-Zweibrücken) ⚭ Karoline | Christian III. (Herzog von Pfalz-Zweibrücken) ⚭ Karoline |  |  | Adolf Friedrich II. (Herzog von Mecklenburg-Strelitz) ⚭ Christiane Emilie Antonie | Adolf Friedrich II. (Herzog von Mecklenburg-Strelitz) ⚭ Christiane Emilie Antonie | Adolf Friedrich II. (Herzog von Mecklenburg-Strelitz) ⚭ Christiane Emilie Antonie | Adolf Friedrich II. (Herzog von Mecklenburg-Strelitz) ⚭ Christiane Emilie Antonie | Adolf Friedrich II. (Herzog von Mecklenburg-Strelitz) ⚭ Christiane Emilie Antonie | Adolf Friedrich II. (Herzog von Mecklenburg-Strelitz) ⚭ Christiane Emilie Antonie |  |  | Ernst Friedrich I. (Herzog von Sachsen-Hildburghausen) ⚭ Sophia Albertine | Ernst Friedrich I. (Herzog von Sachsen-Hildburghausen) ⚭ Sophia Albertine | Ernst Friedrich I. (Herzog von Sachsen-Hildburghausen) ⚭ Sophia Albertine | Ernst Friedrich I. (Herzog von Sachsen-Hildburghausen) ⚭ Sophia Albertine | Ernst Friedrich I. (Herzog von Sachsen-Hildburghausen) ⚭ Sophia Albertine | Ernst Friedrich I. (Herzog von Sachsen-Hildburghausen) ⚭ Sophia Albertine |  |  | Ludwig VIII. (Landgraf von Hessen-Darmstadt) ⚭ Charlotte | Ludwig VIII. (Landgraf von Hessen-Darmstadt) ⚭ Charlotte | Ludwig VIII. (Landgraf von Hessen-Darmstadt) ⚭ Charlotte | Ludwig VIII. (Landgraf von Hessen-Darmstadt) ⚭ Charlotte | Ludwig VIII. (Landgraf von Hessen-Darmstadt) ⚭ Charlotte | Ludwig VIII. (Landgraf von Hessen-Darmstadt) ⚭ Charlotte |  |  | Christian Karl Reinhard ⚭ Katharina Polyxena | Christian Karl Reinhard ⚭ Katharina Polyxena | Christian Karl Reinhard ⚭ Katharina Polyxena | Christian Karl Reinhard ⚭ Katharina Polyxena | Christian Karl Reinhard ⚭ Katharina Polyxena | Christian Karl Reinhard ⚭ Katharina Polyxena |  |  |  |  |  |  |  |  |  |  |  |  |  |  |  |  |  |  |  |  |  |  |  |  |  |  |  |  |  |  |  |  |  |  |  |  |  |  |  |  |  |  |  |  |  |  |  |  |
| Friedrich Wilhelm I. (König in Preußen) ⚭ Sophie Dorothea | Friedrich Wilhelm I. (König in Preußen) ⚭ Sophie Dorothea | Friedrich Wilhelm I. (König in Preußen) ⚭ Sophie Dorothea | Friedrich Wilhelm I. (König in Preußen) ⚭ Sophie Dorothea | Friedrich Wilhelm I. (König in Preußen) ⚭ Sophie Dorothea | Friedrich Wilhelm I. (König in Preußen) ⚭ Sophie Dorothea |  |  | Ferdinand Albrecht II. (Herzog von Braunschweig-Wolfenbüttel) ⚭ Antoinette Amalie | Ferdinand Albrecht II. (Herzog von Braunschweig-Wolfenbüttel) ⚭ Antoinette Amalie | Ferdinand Albrecht II. (Herzog von Braunschweig-Wolfenbüttel) ⚭ Antoinette Amalie | Ferdinand Albrecht II. (Herzog von Braunschweig-Wolfenbüttel) ⚭ Antoinette Amalie | Ferdinand Albrecht II. (Herzog von Braunschweig-Wolfenbüttel) ⚭ Antoinette Amalie | Ferdinand Albrecht II. (Herzog von Braunschweig-Wolfenbüttel) ⚭ Antoinette Amalie |  |  | Ludwig VIII. (Landgraf von Hessen-Darmstadt) ⚭ Charlotte | Ludwig VIII. (Landgraf von Hessen-Darmstadt) ⚭ Charlotte | Ludwig VIII. (Landgraf von Hessen-Darmstadt) ⚭ Charlotte | Ludwig VIII. (Landgraf von Hessen-Darmstadt) ⚭ Charlotte | Ludwig VIII. (Landgraf von Hessen-Darmstadt) ⚭ Charlotte | Ludwig VIII. (Landgraf von Hessen-Darmstadt) ⚭ Charlotte |  |  | Christian III. (Herzog von Pfalz-Zweibrücken) ⚭ Karoline | Christian III. (Herzog von Pfalz-Zweibrücken) ⚭ Karoline | Christian III. (Herzog von Pfalz-Zweibrücken) ⚭ Karoline | Christian III. (Herzog von Pfalz-Zweibrücken) ⚭ Karoline | Christian III. (Herzog von Pfalz-Zweibrücken) ⚭ Karoline | Christian III. (Herzog von Pfalz-Zweibrücken) ⚭ Karoline |  |  | Adolf Friedrich II. (Herzog von Mecklenburg-Strelitz) ⚭ Christiane Emilie Antonie | Adolf Friedrich II. (Herzog von Mecklenburg-Strelitz) ⚭ Christiane Emilie Antonie | Adolf Friedrich II. (Herzog von Mecklenburg-Strelitz) ⚭ Christiane Emilie Antonie | Adolf Friedrich II. (Herzog von Mecklenburg-Strelitz) ⚭ Christiane Emilie Antonie | Adolf Friedrich II. (Herzog von Mecklenburg-Strelitz) ⚭ Christiane Emilie Antonie | Adolf Friedrich II. (Herzog von Mecklenburg-Strelitz) ⚭ Christiane Emilie Antonie |  |  | Ernst Friedrich I. (Herzog von Sachsen-Hildburghausen) ⚭ Sophia Albertine | Ernst Friedrich I. (Herzog von Sachsen-Hildburghausen) ⚭ Sophia Albertine | Ernst Friedrich I. (Herzog von Sachsen-Hildburghausen) ⚭ Sophia Albertine | Ernst Friedrich I. (Herzog von Sachsen-Hildburghausen) ⚭ Sophia Albertine | Ernst Friedrich I. (Herzog von Sachsen-Hildburghausen) ⚭ Sophia Albertine | Ernst Friedrich I. (Herzog von Sachsen-Hildburghausen) ⚭ Sophia Albertine |  |  | Ludwig VIII. (Landgraf von Hessen-Darmstadt) ⚭ Charlotte | Ludwig VIII. (Landgraf von Hessen-Darmstadt) ⚭ Charlotte | Ludwig VIII. (Landgraf von Hessen-Darmstadt) ⚭ Charlotte | Ludwig VIII. (Landgraf von Hessen-Darmstadt) ⚭ Charlotte | Ludwig VIII. (Landgraf von Hessen-Darmstadt) ⚭ Charlotte | Ludwig VIII. (Landgraf von Hessen-Darmstadt) ⚭ Charlotte |  |  | Christian Karl Reinhard ⚭ Katharina Polyxena | Christian Karl Reinhard ⚭ Katharina Polyxena | Christian Karl Reinhard ⚭ Katharina Polyxena | Christian Karl Reinhard ⚭ Katharina Polyxena | Christian Karl Reinhard ⚭ Katharina Polyxena | Christian Karl Reinhard ⚭ Katharina Polyxena |  |  |  |  |  |  |  |  |  |  |  |  |  |  |  |  |  |  |  |  |  |  |  |  |  |  |  |  |  |  |  |  |  |  |  |  |  |  |  |  |  |  |  |  |  |  |  |  |
| August Wilhelm (Prinz von Preußen)                        | August Wilhelm (Prinz von Preußen)                        | August Wilhelm (Prinz von Preußen)                        | August Wilhelm (Prinz von Preußen)                        | August Wilhelm (Prinz von Preußen)                        | August Wilhelm (Prinz von Preußen)                        |  |  | Luise Amalie (Prinzessin von Preußen)                                             | Luise Amalie (Prinzessin von Preußen)                                             | Luise Amalie (Prinzessin von Preußen)                                             | Luise Amalie (Prinzessin von Preußen)                                             | Luise Amalie (Prinzessin von Preußen)                                             | Luise Amalie (Prinzessin von Preußen)                                             |  |  | Ludwig IX. (Landgraf von Hessen-Darmstadt)               | Ludwig IX. (Landgraf von Hessen-Darmstadt)               | Ludwig IX. (Landgraf von Hessen-Darmstadt)               | Ludwig IX. (Landgraf von Hessen-Darmstadt)               | Ludwig IX. (Landgraf von Hessen-Darmstadt)               | Ludwig IX. (Landgraf von Hessen-Darmstadt)               |  |  | Karoline                                                 | Karoline                                                 | Karoline                                                 | Karoline                                                 | Karoline                                                 | Karoline                                                 |  |  | Karl (Prinz von Mecklenburg-Strelitz)                                             | Karl (Prinz von Mecklenburg-Strelitz)                                             | Karl (Prinz von Mecklenburg-Strelitz)                                             | Karl (Prinz von Mecklenburg-Strelitz)                                             | Karl (Prinz von Mecklenburg-Strelitz)                                             | Karl (Prinz von Mecklenburg-Strelitz)                                             |  |  | Elisabeth Albertine                                                       | Elisabeth Albertine                                                       | Elisabeth Albertine                                                       | Elisabeth Albertine                                                       | Elisabeth Albertine                                                       | Elisabeth Albertine                                                       |  |  | Georg Wilhelm (Prinz von Hessen-Darmstadt)               | Georg Wilhelm (Prinz von Hessen-Darmstadt)               | Georg Wilhelm (Prinz von Hessen-Darmstadt)               | Georg Wilhelm (Prinz von Hessen-Darmstadt)               | Georg Wilhelm (Prinz von Hessen-Darmstadt)               | Georg Wilhelm (Prinz von Hessen-Darmstadt)               |  |  | Maria Luise                                  | Maria Luise                                  | Maria Luise                                  | Maria Luise                                  | Maria Luise                                  | Maria Luise                                  |  |  |  |  |  |  |  |  |  |  |  |  |  |  |  |  |  |  |  |  |  |  |  |  |  |  |  |  |  |  |  |  |  |  |  |  |  |  |  |  |  |  |  |  |  |  |  |  |
| August Wilhelm (Prinz von Preußen)                        | August Wilhelm (Prinz von Preußen)                        | August Wilhelm (Prinz von Preußen)                        | August Wilhelm (Prinz von Preußen)                        | August Wilhelm (Prinz von Preußen)                        | August Wilhelm (Prinz von Preußen)                        |  |  | Luise Amalie (Prinzessin von Preußen)                                             | Luise Amalie (Prinzessin von Preußen)                                             | Luise Amalie (Prinzessin von Preußen)                                             | Luise Amalie (Prinzessin von Preußen)                                             | Luise Amalie (Prinzessin von Preußen)                                             | Luise Amalie (Prinzessin von Preußen)                                             |  |  | Ludwig IX. (Landgraf von Hessen-Darmstadt)               | Ludwig IX. (Landgraf von Hessen-Darmstadt)               | Ludwig IX. (Landgraf von Hessen-Darmstadt)               | Ludwig IX. (Landgraf von Hessen-Darmstadt)               | Ludwig IX. (Landgraf von Hessen-Darmstadt)               | Ludwig IX. (Landgraf von Hessen-Darmstadt)               |  |  | Karoline                                                 | Karoline                                                 | Karoline                                                 | Karoline                                                 | Karoline                                                 | Karoline                                                 |  |  | Karl (Prinz von Mecklenburg-Strelitz)                                             | Karl (Prinz von Mecklenburg-Strelitz)                                             | Karl (Prinz von Mecklenburg-Strelitz)                                             | Karl (Prinz von Mecklenburg-Strelitz)                                             | Karl (Prinz von Mecklenburg-Strelitz)                                             | Karl (Prinz von Mecklenburg-Strelitz)                                             |  |  | Elisabeth Albertine                                                       | Elisabeth Albertine                                                       | Elisabeth Albertine                                                       | Elisabeth Albertine                                                       | Elisabeth Albertine                                                       | Elisabeth Albertine                                                       |  |  | Georg Wilhelm (Prinz von Hessen-Darmstadt)               | Georg Wilhelm (Prinz von Hessen-Darmstadt)               | Georg Wilhelm (Prinz von Hessen-Darmstadt)               | Georg Wilhelm (Prinz von Hessen-Darmstadt)               | Georg Wilhelm (Prinz von Hessen-Darmstadt)               | Georg Wilhelm (Prinz von Hessen-Darmstadt)               |  |  | Maria Luise                                  | Maria Luise                                  | Maria Luise                                  | Maria Luise                                  | Maria Luise                                  | Maria Luise                                  |  |  |  |  |  |  |  |  |  |  |  |  |  |  |  |  |  |  |  |  |  |  |  |  |  |  |  |  |  |  |  |  |  |  |  |  |  |  |  |  |  |  |  |  |  |  |  |  |
|                                                           |                                                           |                                                           |                                                           |                                                           |                                                           |  |  |                                                                                   |                                                                                   |                                                                                   |                                                                                   |                                                                                   |                                                                                   |  |  |                                                          |                                                          |                                                          |                                                          |                                                          |                                                          |  |  |                                                          |                                                          |                                                          |                                                          |                                                          |                                                          |  |  |                                                                                   |                                                                                   |                                                                                   |                                                                                   |                                                                                   |                                                                                   |  |  |                                                                           |                                                                           |                                                                           |                                                                           |                                                                           |                                                                           |  |  |                                                          |                                                          |                                                          |                                                          |                                                          |                                                          |  |  |                                              |                                              |                                              |                                              |                                              |                                              |  |  |  |  |  |  |  |  |  |  |  |  |  |  |  |  |  |  |  |  |  |  |  |  |  |  |  |  |  |  |  |  |  |  |  |  |  |  |  |  |  |  |  |  |  |  |  |  |
|                                                           |                                                           |                                                           |                                                           |                                                           |                                                           |  |  |                                                                                   |                                                                                   |                                                                                   |                                                                                   |                                                                                   |                                                                                   |  |  |                                                          |                                                          |                                                          |                                                          |                                                          |                                                          |  |  |                                                          |                                                          |                                                          |                                                          |                                                          |                                                          |  |  |                                                                                   |                                                                                   |                                                                                   |                                                                                   |                                                                                   |                                                                                   |  |  |                                                                           |                                                                           |                                                                           |                                                                           |                                                                           |                                                                           |  |  |                                                          |                                                          |                                                          |                                                          |                                                          |                                                          |  |  |                                              |                                              |                                              |                                              |                                              |                                              |  |  |  |  |  |  |  |  |  |  |  |  |  |  |  |  |  |  |  |  |  |  |  |  |  |  |  |  |  |  |  |  |  |  |  |  |  |  |  |  |  |  |  |  |  |  |  |  |
|                                                           |                                                           |                                                           |                                                           |                                                           |                                                           |  |  | Friedrich Wilhelm II. (König von Preußen)                                         | Friedrich Wilhelm II. (König von Preußen)                                         | Friedrich Wilhelm II. (König von Preußen)                                         | Friedrich Wilhelm II. (König von Preußen)                                         | Friedrich Wilhelm II. (König von Preußen)                                         | Friedrich Wilhelm II. (König von Preußen)                                         |  |  | Friederike Luise (Königin von Preußen)                   | Friederike Luise (Königin von Preußen)                   | Friederike Luise (Königin von Preußen)                   | Friederike Luise (Königin von Preußen)                   | Friederike Luise (Königin von Preußen)                   | Friederike Luise (Königin von Preußen)                   |  |  |                                                          |                                                          |                                                          |                                                          |                                                          |                                                          |  |  |                                                                                   |                                                                                   |                                                                                   |                                                                                   |                                                                                   |                                                                                   |  |  | Karl II. (Herzog zu Mecklenburg-Strelitz)                                 | Karl II. (Herzog zu Mecklenburg-Strelitz)                                 | Karl II. (Herzog zu Mecklenburg-Strelitz)                                 | Karl II. (Herzog zu Mecklenburg-Strelitz)                                 | Karl II. (Herzog zu Mecklenburg-Strelitz)                                 | Karl II. (Herzog zu Mecklenburg-Strelitz)                                 |  |  | Friederike Caroline (Herzogin zu Mecklenburg-Strelitz)   | Friederike Caroline (Herzogin zu Mecklenburg-Strelitz)   | Friederike Caroline (Herzogin zu Mecklenburg-Strelitz)   | Friederike Caroline (Herzogin zu Mecklenburg-Strelitz)   | Friederike Caroline (Herzogin zu Mecklenburg-Strelitz)   | Friederike Caroline (Herzogin zu Mecklenburg-Strelitz)   |  |  |                                              |                                              |                                              |                                              |                                              |                                              |  |  |  |  |  |  |  |  |  |  |  |  |  |  |  |  |  |  |  |  |  |  |  |  |  |  |  |  |  |  |  |  |  |  |  |  |  |  |  |  |  |  |  |  |  |  |  |  |
|                                                           |                                                           |                                                           |                                                           |                                                           |                                                           |  |  | Friedrich Wilhelm II. (König von Preußen)                                         | Friedrich Wilhelm II. (König von Preußen)                                         | Friedrich Wilhelm II. (König von Preußen)                                         | Friedrich Wilhelm II. (König von Preußen)                                         | Friedrich Wilhelm II. (König von Preußen)                                         | Friedrich Wilhelm II. (König von Preußen)                                         |  |  | Friederike Luise (Königin von Preußen)                   | Friederike Luise (Königin von Preußen)                   | Friederike Luise (Königin von Preußen)                   | Friederike Luise (Königin von Preußen)                   | Friederike Luise (Königin von Preußen)                   | Friederike Luise (Königin von Preußen)                   |  |  |                                                          |                                                          |                                                          |                                                          |                                                          |                                                          |  |  |                                                                                   |                                                                                   |                                                                                   |                                                                                   |                                                                                   |                                                                                   |  |  | Karl II. (Herzog zu Mecklenburg-Strelitz)                                 | Karl II. (Herzog zu Mecklenburg-Strelitz)                                 | Karl II. (Herzog zu Mecklenburg-Strelitz)                                 | Karl II. (Herzog zu Mecklenburg-Strelitz)                                 | Karl II. (Herzog zu Mecklenburg-Strelitz)                                 | Karl II. (Herzog zu Mecklenburg-Strelitz)                                 |  |  | Friederike Caroline (Herzogin zu Mecklenburg-Strelitz)   | Friederike Caroline (Herzogin zu Mecklenburg-Strelitz)   | Friederike Caroline (Herzogin zu Mecklenburg-Strelitz)   | Friederike Caroline (Herzogin zu Mecklenburg-Strelitz)   | Friederike Caroline (Herzogin zu Mecklenburg-Strelitz)   | Friederike Caroline (Herzogin zu Mecklenburg-Strelitz)   |  |  |                                              |                                              |                                              |                                              |                                              |                                              |  |  |  |  |  |  |  |  |  |  |  |  |  |  |  |  |  |  |  |  |  |  |  |  |  |  |  |  |  |  |  |  |  |  |  |  |  |  |  |  |  |  |  |  |  |  |  |  |
|                                                           |                                                           |                                                           |                                                           |                                                           |                                                           |  |  |                                                                                   |                                                                                   |                                                                                   |                                                                                   |                                                                                   |                                                                                   |  |  |                                                          |                                                          |                                                          |                                                          |                                                          |                                                          |  |  |                                                          |                                                          |                                                          |                                                          |                                                          |                                                          |  |  |                                                                                   |                                                                                   |                                                                                   |                                                                                   |                                                                                   |                                                                                   |  |  |                                                                           |                                                                           |                                                                           |                                                                           |                                                                           |                                                                           |  |  |                                                          |                                                          |                                                          |                                                          |                                                          |                                                          |  |  |                                              |                                              |                                              |                                              |                                              |                                              |  |  |  |  |  |  |  |  |  |  |  |  |  |  |  |  |  |  |  |  |  |  |  |  |  |  |  |  |  |  |  |  |  |  |  |  |  |  |  |  |  |  |  |  |  |  |  |  |
|                                                           |                                                           |                                                           |                                                           |                                                           |                                                           |  |  |                                                                                   |                                                                                   |                                                                                   |                                                                                   |                                                                                   |                                                                                   |  |  |                                                          |                                                          |                                                          |                                                          |                                                          |                                                          |  |  |                                                          |                                                          |                                                          |                                                          |                                                          |                                                          |  |  |                                                                                   |                                                                                   |                                                                                   |                                                                                   |                                                                                   |                                                                                   |  |  |                                                                           |                                                                           |                                                                           |                                                                           |                                                                           |                                                                           |  |  |                                                          |                                                          |                                                          |                                                          |                                                          |                                                          |  |  |                                              |                                              |                                              |                                              |                                              |                                              |  |  |  |  |  |  |  |  |  |  |  |  |  |  |  |  |  |  |  |  |  |  |  |  |  |  |  |  |  |  |  |  |  |  |  |  |  |  |  |  |  |  |  |  |  |  |  |  |
|                                                           |                                                           |                                                           |                                                           |                                                           |                                                           |  |  | Auguste (Kurfürstin von Hessen-Kassel)                                            | Auguste (Kurfürstin von Hessen-Kassel)                                            | Auguste (Kurfürstin von Hessen-Kassel)                                            | Auguste (Kurfürstin von Hessen-Kassel)                                            | Auguste (Kurfürstin von Hessen-Kassel)                                            | Auguste (Kurfürstin von Hessen-Kassel)                                            |  |  | Wilhelmine (Königin der Niederlande)                     | Wilhelmine (Königin der Niederlande)                     | Wilhelmine (Königin der Niederlande)                     | Wilhelmine (Königin der Niederlande)                     | Wilhelmine (Königin der Niederlande)                     | Wilhelmine (Königin der Niederlande)                     |  |  | Friedrich Wilhelm III. (König von Preußen)               | Friedrich Wilhelm III. (König von Preußen)               | Friedrich Wilhelm III. (König von Preußen)               | Friedrich Wilhelm III. (König von Preußen)               | Friedrich Wilhelm III. (König von Preußen)               | Friedrich Wilhelm III. (König von Preußen)               |  |  | Luise (Königin von Preußen)                                                       | Luise (Königin von Preußen)                                                       | Luise (Königin von Preußen)                                                       | Luise (Königin von Preußen)                                                       | Luise (Königin von Preußen)                                                       | Luise (Königin von Preußen)                                                       |  |  |                                                                           |                                                                           |                                                                           |                                                                           |                                                                           |                                                                           |  |  |                                                          |                                                          |                                                          |                                                          |                                                          |                                                          |  |  |                                              |                                              |                                              |                                              |                                              |                                              |  |  |  |  |  |  |  |  |  |  |  |  |  |  |  |  |  |  |  |  |  |  |  |  |  |  |  |  |  |  |  |  |  |  |  |  |  |  |  |  |  |  |  |  |  |  |  |  |
|                                                           |                                                           |                                                           |                                                           |                                                           |                                                           |  |  | Auguste (Kurfürstin von Hessen-Kassel)                                            | Auguste (Kurfürstin von Hessen-Kassel)                                            | Auguste (Kurfürstin von Hessen-Kassel)                                            | Auguste (Kurfürstin von Hessen-Kassel)                                            | Auguste (Kurfürstin von Hessen-Kassel)                                            | Auguste (Kurfürstin von Hessen-Kassel)                                            |  |  | Wilhelmine (Königin der Niederlande)                     | Wilhelmine (Königin der Niederlande)                     | Wilhelmine (Königin der Niederlande)                     | Wilhelmine (Königin der Niederlande)                     | Wilhelmine (Königin der Niederlande)                     | Wilhelmine (Königin der Niederlande)                     |  |  | Friedrich Wilhelm III. (König von Preußen)               | Friedrich Wilhelm III. (König von Preußen)               | Friedrich Wilhelm III. (König von Preußen)               | Friedrich Wilhelm III. (König von Preußen)               | Friedrich Wilhelm III. (König von Preußen)               | Friedrich Wilhelm III. (König von Preußen)               |  |  | Luise (Königin von Preußen)                                                       | Luise (Königin von Preußen)                                                       | Luise (Königin von Preußen)                                                       | Luise (Königin von Preußen)                                                       | Luise (Königin von Preußen)                                                       | Luise (Königin von Preußen)                                                       |  |  |                                                                           |                                                                           |                                                                           |                                                                           |                                                                           |                                                                           |  |  |                                                          |                                                          |                                                          |                                                          |                                                          |                                                          |  |  |                                              |                                              |                                              |                                              |                                              |                                              |  |  |  |  |  |  |  |  |  |  |  |  |  |  |  |  |  |  |  |  |  |  |  |  |  |  |  |  |  |  |  |  |  |  |  |  |  |  |  |  |  |  |  |  |  |  |  |  |
|                                                           |                                                           |                                                           |                                                           |                                                           |                                                           |  |  |                                                                                   |                                                                                   |                                                                                   |                                                                                   |                                                                                   |                                                                                   |  |  |                                                          |                                                          |                                                          |                                                          |                                                          |                                                          |  |  |                                                          |                                                          |                                                          |                                                          |                                                          |                                                          |  |  |                                                                                   |                                                                                   |                                                                                   |                                                                                   |                                                                                   |                                                                                   |  |  |                                                                           |                                                                           |                                                                           |                                                                           |                                                                           |                                                                           |  |  |                                                          |                                                          |                                                          |                                                          |                                                          |                                                          |  |  |                                              |                                              |                                              |                                              |                                              |                                              |  |  |  |  |  |  |  |  |  |  |  |  |  |  |  |  |  |  |  |  |  |  |  |  |  |  |  |  |  |  |  |  |  |  |  |  |  |  |  |  |  |  |  |  |  |  |  |  |
|                                                           |                                                           |                                                           |                                                           |                                                           |                                                           |  |  |                                                                                   |                                                                                   |                                                                                   |                                                                                   |                                                                                   |                                                                                   |  |  |                                                          |                                                          |                                                          |                                                          |                                                          |                                                          |  |  |                                                          |                                                          |                                                          |                                                          |                                                          |                                                          |  |  |                                                                                   |                                                                                   |                                                                                   |                                                                                   |                                                                                   |                                                                                   |  |  |                                                                           |                                                                           |                                                                           |                                                                           |                                                                           |                                                                           |  |  |                                                          |                                                          |                                                          |                                                          |                                                          |                                                          |  |  |                                              |                                              |                                              |                                              |                                              |                                              |  |  |  |  |  |  |  |  |  |  |  |  |  |  |  |  |  |  |  |  |  |  |  |  |  |  |  |  |  |  |  |  |  |  |  |  |  |  |  |  |  |  |  |  |  |  |  |  |
| Friedrich Wilhelm IV. (König von Preußen)                 | Friedrich Wilhelm IV. (König von Preußen)                 | Friedrich Wilhelm IV. (König von Preußen)                 | Friedrich Wilhelm IV. (König von Preußen)                 | Friedrich Wilhelm IV. (König von Preußen)                 | Friedrich Wilhelm IV. (König von Preußen)                 |  |  | Wilhelm I. (Deutscher Kaiser)                                                     | Wilhelm I. (Deutscher Kaiser)                                                     | Wilhelm I. (Deutscher Kaiser)                                                     | Wilhelm I. (Deutscher Kaiser)                                                     | Wilhelm I. (Deutscher Kaiser)                                                     | Wilhelm I. (Deutscher Kaiser)                                                     |  |  | Charlotte (Kaiserin von Russland)                        | Charlotte (Kaiserin von Russland)                        | Charlotte (Kaiserin von Russland)                        | Charlotte (Kaiserin von Russland)                        | Charlotte (Kaiserin von Russland)                        | Charlotte (Kaiserin von Russland)                        |  |  | Carl (preußischer General)                               | Carl (preußischer General)                               | Carl (preußischer General)                               | Carl (preußischer General)                               | Carl (preußischer General)                               | Carl (preußischer General)                               |  |  | Alexandrine (Erbgroßherzogin von Mecklenburg-Schwerin)                            | Alexandrine (Erbgroßherzogin von Mecklenburg-Schwerin)                            | Alexandrine (Erbgroßherzogin von Mecklenburg-Schwerin)                            | Alexandrine (Erbgroßherzogin von Mecklenburg-Schwerin)                            | Alexandrine (Erbgroßherzogin von Mecklenburg-Schwerin)                            | Alexandrine (Erbgroßherzogin von Mecklenburg-Schwerin)                            |  |  | Luise (Prinzessin der Niederlande)                                        | Luise (Prinzessin der Niederlande)                                        | Luise (Prinzessin der Niederlande)                                        | Luise (Prinzessin der Niederlande)                                        | Luise (Prinzessin der Niederlande)                                        | Luise (Prinzessin der Niederlande)                                        |  |  | Albrecht (preußischer General)                           | Albrecht (preußischer General)                           | Albrecht (preußischer General)                           | Albrecht (preußischer General)                           | Albrecht (preußischer General)                           | Albrecht (preußischer General)                           |  |  |                                              |                                              |                                              |                                              |                                              |                                              |  |  |  |  |  |  |  |  |  |  |  |  |  |  |  |  |  |  |  |  |  |  |  |  |  |  |  |  |  |  |  |  |  |  |  |  |  |  |  |  |  |  |  |  |  |  |  |  |

## Genealogie
- Gothaisches Genealogisches Taschenbuch der Gräflichen Häuser. 1862, 1865 und 1921, S. 379 f. (1865), S. 418 f. (1921), Verlag Justus Perthes, Gotha (Redaktion/Druck jeweils im Vorjahr).
- Hans Friedrich von Ehrenkrook et al: Genealogisches Handbuch der Fürstlichen Häuser, Band I, I. Abt. (ehem. Reg. Häuser), Band 1 der Gesamtreihe GHdA, Hrsg. Deutsches Adelsarchiv, C. A. Starke, Glücksburg/Ostsee 1951, S. 122–123. ISSN 0435-2408
- Walter von Hueck, Friedrich Wilhelm Euler: Adelslexikon in der Reihe Genealogisches Handbuch des Adels. Band V, Hrsg. Deutsches Adelsarchiv, C. A. Starke, Limburg (Lahn) 1984, S. 36. ISSN 0435-2408
- Stiftung Deutsches Adelsarchiv: Gothaisches Genealogisches Handbuch der Gräflichen Häuser (GGH), Band III, Band 15 der Gesamtreihe GGH, Selbstverlag des Deutschen Adelsarchivs, Marburg (Lahn) 2022, ISBN 978-3-9820762-4-9, S. 251–258. ISSN 2364-7132

## Archivalien
- Geheimes Staatsarchiv Preußischer Kulturbesitz (Berlin)- Brandenburg-Preußische Hausarchiv: Personalrepositur zu Prinz Albrecht von Preussen (BPH, Rep. 60 I) – vor allem auch Akten zum Scheidungsprozess und den beiden Ehen sowie sein Testament[16]